# M/S Queen
M/S Queen är en svensk godsfärja, som byggdes 1959 av Ulstein Mekaniske Verksted i Ulsteinvik i Norge till Ragnar Braekken i Namsos som Foldered för trafik mellan Kongsmoen i Trøndelag och Teplingen. Från 1967 var rutten Bjørnås – Teplingen, samt från 1969 – för Namdalens Trafikselskap i Namsos – Kjerstivika – Seierstad – Saltnes.
Hon byggdes om 1971 av J. Drage i Rognan och uppgraderades 1989 och 1999. År 1993 såldes hon till Mariehamn i Åland. År 1998 såldes hon vidare till Stockholms Södra Skärgårds Samtrafik AB i Stavsnäs, omdöptes till M/S Queen och drev därefter godstrafik för Waxholmsbolaget.
Hon köptes 2009 av Ressel Rederi.